# Хуадянь
Хуадянь (кит. спр. 桦甸市, піньїнь: Huàdiàn Shì) — місто-повіт в східнокитайській провінції Цзілінь, складова міста Цзілінь.

## Географія
Хуадянь лежить на річці Сунгарі.

### Клімат
Місто знаходиться у зоні, котра характеризується вологим континентальним кліматом з теплим літом. Найтепліший місяць — липень із середньою температурою 21.7 °C (71 °F). Найхолодніший місяць — січень, із середньою температурою -17.8 °С (0 °F).
| Клімат Хуадяня          | Клімат Хуадяня | Клімат Хуадяня | Клімат Хуадяня | Клімат Хуадяня | Клімат Хуадяня | Клімат Хуадяня | Клімат Хуадяня | Клімат Хуадяня | Клімат Хуадяня | Клімат Хуадяня | Клімат Хуадяня | Клімат Хуадяня | Клімат Хуадяня |
| Показник                | Січ.           | Лют.           | Бер.           | Квіт.          | Трав.          | Черв.          | Лип.           | Серп.          | Вер.           | Жовт.          | Лист.          | Груд.          | Рік            |
| Середній максимум, °C   | −10            | −5             | 3              | 13             | 21             | 25             | 27             | 26             | 21             | 13             | 2              | −6,1           | 10             |
| Середня температура, °C | −18            | −13            | −3             | 7              | 14             | 19             | 22             | 21             | 14             | 6              | −3             | −13            | 4              |
| Середній мінімум, °C    | −25            | −22            | −9             | 0              | 7              | 13             | 18             | 16             | 8              | 0              | −9             | −20            | −1             |
| Норма опадів, мм        | 9              | 10             | 17             | 43             | 66             | 112            | 192            | 160            | 73             | 39             | 22             | 11             | 754            |
| ----------------------- | -------------- | -------------- | -------------- | -------------- | -------------- | -------------- | -------------- | -------------- | -------------- | -------------- | -------------- | -------------- | -------------- |
| Джерело: Weatherbase    |                |                |                |                |                |                |                |                |                |                |                |                |                |